# Thesea dendritica
Thesea dendritica är en korallart som först beskrevs av Nutting 1910.  Thesea dendritica ingår i släktet Thesea och familjen Plexauridae. Inga underarter finns listade i Catalogue of Life.